# Matsuyachō-dōri
Pour les articles homonymes, voir Matsuyamachi.
Le Matsuyachō-dōri (松屋町通, Matsuyachō-dōri), aussi appelé Matsuyamachi-dōri, est une voie du centre-nord de Kyoto, dans l'arrondissement de Kamigyō. Orientée nord-sud, elle débute à l'Ichijō-dōri et termine au Takeyamachi-dōri.

## Description

### Situation
Le Matsuyachō-dōri est une rue étroite du centre de l'arrondissement de Kamigyō, commençant dans le quartier de Kagamiishi-chō (鏡石町) et terminant dans celui de Waraya-chō (藁屋町), devant le château de Nijō. Son extrémité sud touche l'arrondissement de Nakagyō. La rue débute à l'Ichijō-dōri et termine au Takeyamachi-dōri. Elle suit l'Ōmiya-dōri (en) (大宮通) à l'est et précède le Higurashi-dōri (日暮通) à l'ouest. Elle est la cinquième rue à partir du boulevard Horikawa (en) (堀川通).
La circulation se fait en sens unique du nord au sud et la rue est décalée vers l'est au carrefour avec le Demizu-dōri. La rue fait quelque 1 200 mètres. Au sud du château de Nijō, se trouve une rue au nom similaire, le Shimomatsuyachō-dōri (下松屋町通), littéralement « rue Matsuyachō d'en bas », allant de Matsubara (ja) (松原通) à Shōmen (ja) (正面通), devant l'école secondaire et intermédiaire de l'université de Ryūkoku (ja) (龍谷大学付属平安中学校・高等学校). 

### Voies rencontrées
Du nord au sud, en sens unique. Les voies rencontrées de la droite sont mentionnées par (d), tandis que celles rencontrées de la gauche, par (g).
1. Ichijō-dōri (一条通)
2. Nakadachiuri-dōri (中立売通)
3. Kamichōjamachi-dōri (上長者町通)
4. Shimochōjamachi-dōri (下長者町通)
5. Demizu-dōri (出水通)
6. Shimodachiuri-dōri (下立売通)
7. Sawaragichō-dōri (椹木町通)
8. Marutamachi-dōri (丸太町通)
9. Takeyamachi-dōri (竹屋町通)

- Sources : (ja) Université Ritsumeikan Asia Pacific (en), « 近代京都オーバーレイマップ », sur Art Research Center,‎ 2023 (consulté le 11 juin 2023).

### Transports en commun
Les bus du réseau d'autobus de Kyoto (ja) ne circulent pas sur la rue. Cependant, les stations Marutamachi-Chiekōin (丸太町智恵光院), coin Marutamachi et Chiekōin (智恵光院通), et Ōmiya-Nakadachiuri (智恵光院通), coin Ōmiya et Nakadachiuri, sont à quelques minutes de marche. Marutamachi-Chiekōin est desservie par les lignes 10, 93, 203 et 204, tandis que Ōmiya-Nakadachiuri est desservie par la ligne 50. 

## Odonymie
La rue était originellement appelée Kamimatsuyachō-dōri (上松屋町, « rue Matsuyachō du haut »), et était associée au Shimomatsuyachō-dōri. Le nom Matsuyachō (松屋町), fait référence à plusieurs marchands de kimono qui se trouvaient sur la rue.
La rue est nommée dans le « Teragokō » (寺御幸), la chanson des rues de Kyoto pour les rues nord-sud. 
La rue n'est pas mentionnée par les principaux dictionnaires historiques de la ville,.

## Histoire
Le Matsuyachō-dōri est une voie récente de Kyoto, étant apparue lors du réaménagement territorial de l'ère Tenshō (ja) (天正の地割, Tenshō no jiwari) par Toyotomi Hideyoshi, dans le dernier quart du XVIe siècle. Une nouvelle rue est donc créée entre Ōmiya et Higurashi/Kushige (ja) (櫛笥),. 

## Patrimoine et lieux d'intérêt
Sur la rue se trouvent plusieurs entreprises de l'industrie textile, comme Tano (田埜) et Kimura Some Kōjō (木村染工場), symbole du passé de la rue, située dans le quartier historique du textile de la ville, le Nishijin (西陣). Quelques restaurants sont aussi établis sur la rue, comme Hiroō (ひろ多), qui se spécialise dans la méthode traditionnelle japonaise de cuisine de la viande du Kappō (ja) (割烹). 
Légèrement au nord de la rue Demizu se trouve le sanctuaire shinto Matsunaga Inari (松永稲荷社), qui renferme la divinité Kasasagi (鵲大明神), représentant une pie. Le pont voisin de Kasasagi (かささぎ橋), sur la rue Demizu, porte le même nom,. Au coin avec Demizu se trouve le petit temple bouddhiste Kōbōkaku Daishidō (弘法閣大師堂), construit dans une maison de ville traditionnelle,. Au coin avec Marutamachi se trouve le temple bouddhiste Ryōshin-ji (了信寺), plus grand temple sur la rue, affilié au mouvement Otani-ha (真宗大谷派),. 
Au bout de la rue, après les douves du château de Nijō (二条城) se trouve le Waraku-an (和楽庵), une salle de cérémonie du thé du château construite il y a 300 ans basée sur la résidence du marchand Suminokura Ryōi (en) (角倉 了以),.